# Triplaris setosa
Triplaris setosa là một loài thực vật có hoa trong họ Rau răm. Loài này được Rusby miêu tả khoa học đầu tiên năm 1927.